# The Thermals
The Thermals est un groupe de rock indépendant américain, originaire de Portland, dans l'Oregon. Le trio est signé sur le label indépendant Sub Pop. En 2006, The Thermals était composé de Hutch Harris (voix et guitare), Kathy Foster (basse) et Lorin Coleman (batterie), ce dernier ayant remplacé le batteur original Jordan Hudson.
Il est rapporté en mars 2006 que le groupe avait refusé que sa chanson It's Trivia soit utilisée dans une publicité de Hummer en échange de 50 000 dollars.

## Biographie
The Thermals s'assemblent en 2002 avec Hutch Harris et Kathy Foster, anciens compagnons de groupe, et plus particulièrement avec le duo folk Hutch et Kathy. Leur premier album, More Parts per Million, est publié en 2003 chez Sub Pop Records. L'album est enregistré et joué dans son intégralité par Hutch Harris, qui jouait de tous les instruments. La première formation comprend Harris avec Kathy Foster à la basse, Jordan Hudson (ainsi que M. Ward et The Operacycle) à la batterie et Ben Barnett à la guitare. L'album qui suit, Fuckin A, est mixé par le membre des Death Cab for Cutie Chris Walla.
Leur troisième album, The Body, The Blood, The Machine, aide le groupe à se populariser, apparaissent dans plus listes d'album en 2006 établies par des médias comme NPR, The A.V. Club et Pitchfork. Jordan Hudson quitte le groupe pendant l'enregistrement du troisième album. Kathy Foster s'occupe des percussions en studio, que Lorin Coleman jouera en tournée. L'album est produit par Brendan Canty de Fugazi.
Le quatrième album des Thermals, Now We Can See, est publié au label Kill Rock Stars et produit par John Congleton. Encore une fois, Foster s'occupe des percussions sur l'album. Westin Glass se joint au groupe à la batterie après la fin des sessions pour l'album. Le cinquième album des Thermals, Personal Life, est publié le 7 septembre 2010. Leur reprise du morceau Little Boxes devient le thème de l'épisode 8 de la saison 8 de la série américaine Weeds diffusée en 2012. En octobre 2012, l'ancien guitariste Joel Burrows meurt à la suite de complications liées à un accident routier. Le 31 janvier 2013, The Thermals signe chez Saddle Creek Records et annonce la sortie d'un nouvel album, Desperate Ground, le 16 avril 2013,. En mars 2013, The Thermals sont nommés artistes à voir au SXSW.
Le 6 janvier 2016, The Thermals annoncent la sortie de l'album We Disappear, qui est publié le 25 mars 2016 chez Saddle Creek Records.
Le 9 avril 2018, le groupe annonce qu'il se sépare après 16 ans de carrière. Hutch Harris poursuit une carrière solo sous son propre nom. Kathy Foster fonde le groupe Roseblood.

## Membres

### Membres actuels
- Hutch Harris - chant, guitare (depuis 2002)
- Kathy Foster - basse, chant (depuis 2002)
- Westin Glass - batterie, chant (depuis 2008)

### Anciens membres
- Jordan Hudson - batterie (2002–2005)
- Ben Barnett - guitare (2002–2003)
- Caitlin Love - batterie (2006)
- Lorin Coleman - batterie (2007–2008)
- Joel Burrows - guitare (2007)

## Discographie

### Albums studio
- 2003 : More Parts Per Million (Sub Pop)
- 2004 : Fuckin A (Sub Pop)
- 2006 : The Body, The Blood, The Machine (Sub Pop)
- 2009 : Now We Can See (Kill Rock Stars)
- 2010 : Personal Life (Kill Rock Stars)
- 2013 : Desperate Ground (Saddle Creek Records)
- 2016 : We Disappear (Saddle Creek Records)

### Autres
- 2003 :  No Culture Icons (EP, Sub Pop)